# Quel tipo di donna
Quel tipo di donna (That Kind of Woman) è un film drammatico del 1959 diretto da Sidney Lumet.
Il film venne selezionato per l'Orso d'oro al Festival di Berlino del 1959.

## Trama
New York, giugno 1944. Durante la Seconda guerra mondiale, Kay, sofisticata ed elegante donna di origini italiane, ha una relazione, che in realtà non l'appassiona tanto, con un uomo d'affari milionario di Manhattan noto semplicemente come "L'uomo" (in originale "The Man"), anziano e sessista che "usa" Kay per influenzare i suoi contatti al Pentagono.
Durante il viaggio in treno da Miami, lei e la sua amica Jane incontrano un paracadutista militare, considerevolmente più giovane de L'uomo, di nome Red, con cui presto Kay inizia una relazione romantica. Per la prima volta in vita sua Kay conosce il vero amore, che per L'uomo non aveva mai provato.
Perciò la donna si ritrova divisa tra una vita di lusso in un attico sulla Fifth Avenue e la prospettiva del vero amore con giovane soldato, tra l'altro anche impegnato al fronte per il conflitto mondiale.

## Produzione

### Riprese
Il film è stato girato a New York, realmente tra la Quinta Strada e Long Beach, vicino alla metropoli.

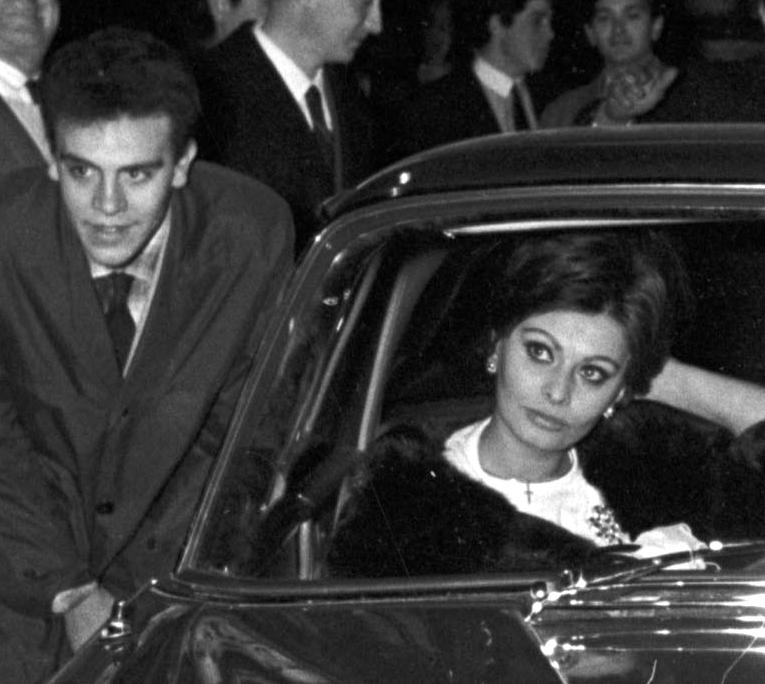
Sophia Loren fotografata da Rino Barillari nel periodo delle riprese del film

## Distribuzione
Il film, su richiesta dello stesso regista Lumet, uscì prima nelle sale cinematografiche del Belgio, nel giugno del 1959, e soltanto l'11 settembre dello stesso anno negli Stati Uniti.

## Accoglienza

### Incassi
Il film, tra Stati Uniti e Canada, guadagnò circa 1 milione di dollari.

### Critica
Sul sito web Rotten Tomatoes, molti decenni dopo, il film riceve il 54% delle recensioni professionali positive, con un voto medio di 7.5/10, basato su 2 recensioni.
Per il New York Times, Bosley Crowther scrisse la seguente recensione: "La sceneggiatura di Walter Bernstein è spensierata sì, ma anche così banale e illogica, che sembra la parodia di un film muto!".

## Riconoscimenti
- 1959 - Festival di Berlino
  - Candidatura per l'Orso d'oro a Sidney Lumet[6]